# Марићка
Марићка је насељено мјесто у граду Приједор, Република Српска, БиХ. Према попису становништва из 2013. године, у насељу је живјело 1.004 становника. Овде се одржава Велики народни збор у Марићкој.

## Географија
У насељу се налази храст лужњак стар преко 598 година и висок 33 метра. Храст је власништво цркве, и налази се уз саму цркву.
Овде се налазе Црква Светих апостола Петра и Павла у Горњој Марићкој, Црква Светог Јована Крститеља у Доњој Марићкој, Црква Светог пророка Илије у Марићкој, Црква Светога великомученика Прокопија Квочкино Гробље и одржава се Велики народни збор у Марићкој.
Овде је рођена монахиња Ана Грабеж.

## Становништво
| Националност       | 1991. | 1981. | 1971. | 1961. |
| Срби               | 1.598 | 1.845 | 1.868 | 1.888 |
| Југословени        | 1     | 37    | 3     |       |
| Хрвати             | 5     | 1     | 4     | 7     |
| остали и непознато | 25    | 33    | 54    | 57    |
| Укупно             | 1.629 | 1.916 | 1.929 | 1.952 |

| Демографија | Демографија | Демографија |
| Година      | Становника  | Становника  |
| ----------- | ----------- | ----------- |
| 1961.       | 1.952       |             |
| 1971.       | 1.929       |             |
| 1981.       | 1.916       |             |
| 1991.       | 1.629       |             |
| 2013.       | 1.004       |             |